# Lumbrineris similabris
Lumbrineris similabris är en ringmaskart som beskrevs av Treadwell 1926. Lumbrineris similabris ingår i släktet Lumbrineris och familjen Lumbrineridae. Inga underarter finns listade i Catalogue of Life.